# Артеміда (Аттика)
Артеміда (грец. Αρτέμιδα) — муніципалітет у Греції, передмістя Афін, розташоване приблизно 25 км на схід від центру грецької столиці, на північний схід від Афінського міжнародного аеропорту. Колишня назва Лутса.
В місті є школи, ліцей, спортивна зала, банки, церкви, поштове відділення, але найбільше воно відоме пляжами. Проблемою міста є швидкий ріст населення. Особливо багатолюдним воно стає у свята та влітку.

## Населення
| Рік  | Населення |
| ---- | --------- |
| 1981 | 4 249     |
| 1991 | 9 485     |
| 2001 | 17 391    |